# Lehndorf (Braunschweig)
Lehndorf ist ein Stadtteil Braunschweigs und liegt im Stadtbezirk 321 – Lehndorf-Watenbüttel.

Lehndorf 1899

## Alt-Lehndorf
| \| \| |
| --- |
| Die erste kartografische Darstellung Lehndorfs im Ämteratlas des Fürstentums Braunschweig-Wolfenbüttel von Gottfried Mascop, 1574. |
| Lehndorf · Ämteratlas des Fürstentums Braunschweig-Wolfenbüttel von Gottfried Mascop, 1574.                                        |

Alt-Lehndorf ist ein Ortsteil Lehndorfs, er hat 1300 Einwohner und bildet den statistischen Bezirk 29 der Stadt Braunschweig.
Geschichte
Alt-Lehndorf ist der älteste Teil Lehndorfs und war früher ein eigenständiges Dorf. Erstmals wurde Lehndorf 1067 als „Lentorpe“ an der Straße Braunschweig–Hildesheim urkundlich erwähnt. Die Trennung von Alt-Lehndorf und Lehndorf-Siedlung erfolgte erst mit Bau der Siedlung 1934. Die beiden Teile von Lehndorf werden von der Bundesstraße 1, der Hannoverschen Straße, voneinander abgetrennt.

## Lehndorf-Siedlung
Die Lehndorf-Siedlung ist der größere und nördliche Teil des Braunschweiger Stadtteils Lehndorf, welcher im Nordwesten der Stadt liegt. Einwohnerzahl 4933.

### Geschichte
Schon in den 1920er Jahren gab es Überlegungen, neue Wohnungen für die Menschen zu schaffen, die in zum Teil unwürdigen Quartieren der Braunschweiger Innenstadt lebten (vor allem am Radeklint). 1921 legte der Braunschweiger Architekturprofessor Herman Flesche Pläne für Siedlungen in Lehndorf, Mascherode, für die sog. Nibelungensiedlung und die Gartenstadt vor. Diese Pläne konnten aber nicht realisiert werden, weil das Reichssiedlungsgesetz eine Enteignung aus landwirtschaftlichem Besitz verbot.
Nach der Machtergreifung 1933 wurde die Gesetzeslage geändert und die Siedlungspläne dann zügig umgesetzt. Schon am 21. März 1934 wurde die „Gemeinschaftssiedlung Lehndorf“ begonnen, weil dringend Wohnungen für die Mitarbeiter der MIAG Mühlenbau und Industrie AG und der Deutschen Forschungsanstalt für Luftfahrt (DFL, später LFA: „Luftfahrtforschungsanstalt Hermann Göring“) benötigt wurden. Heute werden deren nordwestlich gelegene Liegenschaften vom Johann Heinrich von Thünen-Institut (vTI) und der Physikalisch-Technischen Bundesanstalt (PTB) genutzt. Bis 1936 entstanden 2600 Wohneinheiten. Die oft sozial schwächeren Käufer der Eigenheim-Parzellen, unter ihnen auch Kriegsversehrte des Ersten Weltkriegs, hatten nach dem Reichsheimstättengesetz die Möglichkeit, die Baukosten durch Selbsthilfe niedrig zu halten.
Entlang der Hauptstraße, der Saarstraße, die die Siedlung an die Innenstadt anschließt und weiter zur damaligen DFL/LFA führte, entstanden zweistöckige Mietshäuser mit jeweils sechs Wohnungen; in den ersten dieser Blocks sollten ehemalige Sträflinge resozialisiert werden. In den dahinter liegenden Straßen wurden Ein- und Zweifamilienhäuser mit Gartenflächen und Stallungen zur Selbstversorgung errichtet. Am Rand der Siedlung entstanden großzügigere Einfamilienhäuser für Akademiker.

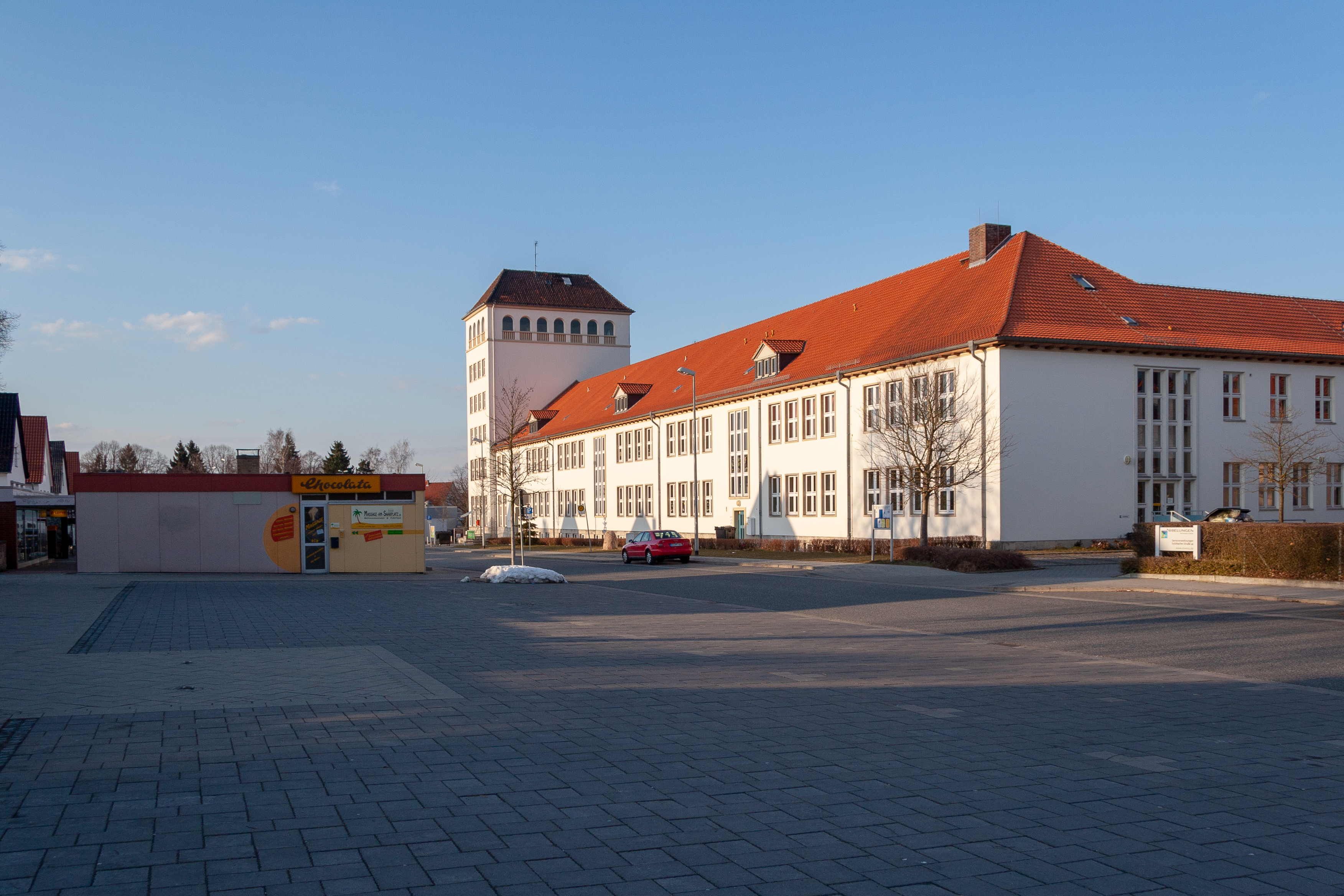
Saarplatz mit Aufbauhaus

Viele Straßen und Plätze (wie der zentrale „Saarplatz“) wurden nach der Wiedereingliederung des Saargebietes durch Volksabstimmung am 13. Januar 1935 nach Orten des Saargebietes benannt. Entsprechend der damaligen Eindeutschung hieß eine nach Saarlouis benannte Allee noch bis Anfang der 1980er Jahre Saarlauternstraße, während der Ort schon seit 1945 wieder seinen alten Namen trug. Zwischen 1950 und 1952 wurde die in der Siedlung bestehende Lauterbacher Straße in Koblenzer Straße umbenannt. Da die namengebende saarländische Ortschaft Lauterbach (Warndt) keine spezifische, die Problematik des Namens Saarlautern auch nur erreichende NS-Belastung erkennen lässt, ist als Motiv der Änderung zu vermuten, dass der Eindruck vermieden werden sollte, die Straße sei nach dem für Braunschweig zuständig gewesenen Gauleiter Hartmann Lauterbacher benannt.

## Kirchen

### Wichernkirche

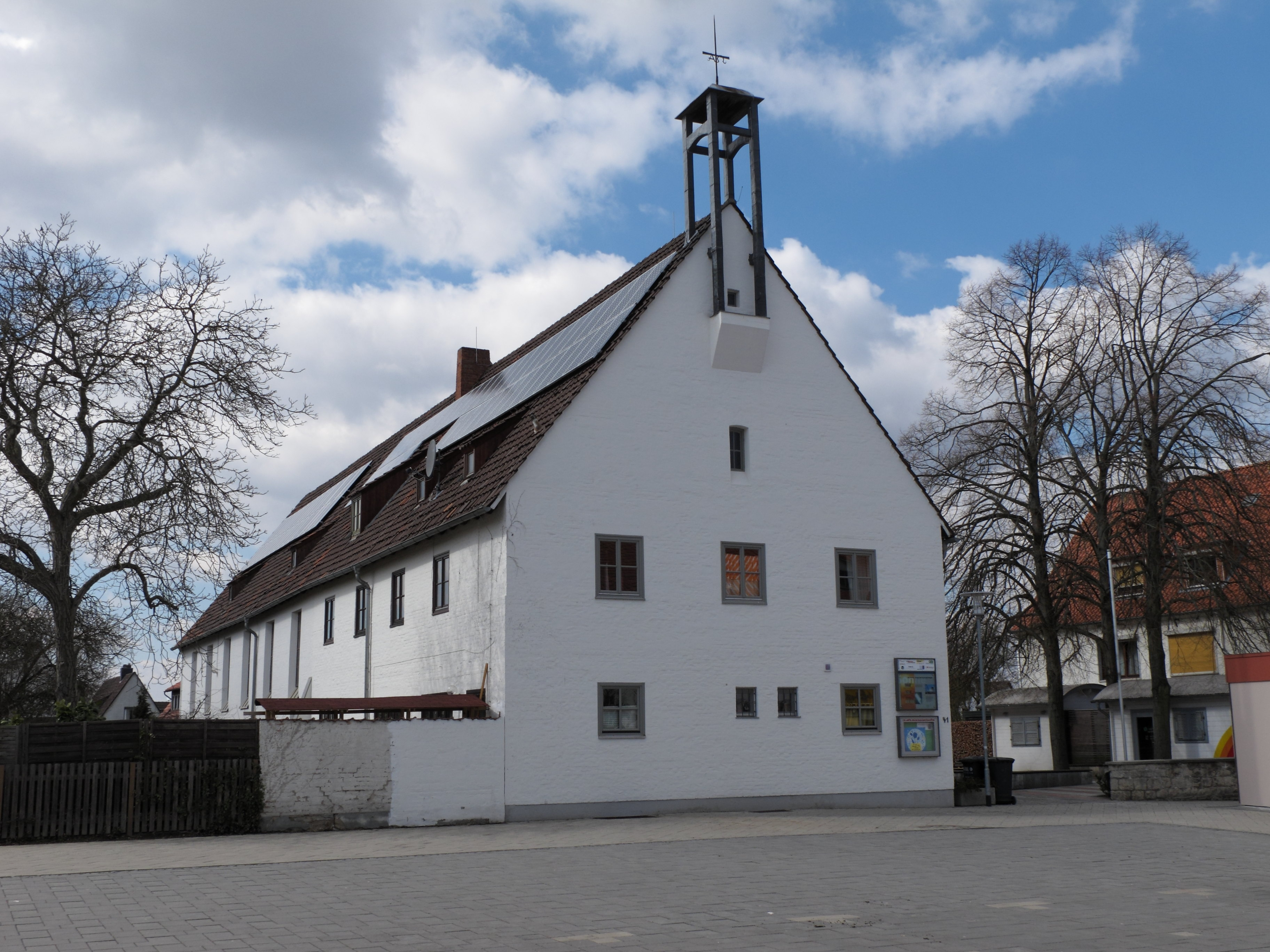
Wichernkirche in Braunschweig-Lehndorf

Im Juli 1935 stattete Adolf Hitler der „Mustersiedlung“ einen kurzen Besuch ab. Im Rahmen dieses Besuches ließ er die Pläne, eine Kirche die Mitte der Siedlung bilden zu lassen, ändern. Das „Aufbauhaus“ am Saarplatz bildet bis heute den dominanten Mittelpunkt der Siedlung. Es enthielt eine Volksschule und sämtliche für die Siedlung notwendigen Behörden; heute sind dort die Grundschule Lehndorf, ein Kindergarten, der Jugendtreff „Turm“ und eine Dienststelle der Polizei untergebracht. Die Kirche, die vom Münchener Architekten Gustav Gsaenger entworfen worden war, wurde in eine Seitenstraße (Sulzbacher Straße 41) abgedrängt. Sie durfte keinen Turm tragen und konnte erst am 6. Oktober 1940 eingeweiht werden. Die Siedlung war zu diesem Zeitpunkt wohl schon im Wesentlichen abgeschlossen.

### Heilig-Geist-Kirche

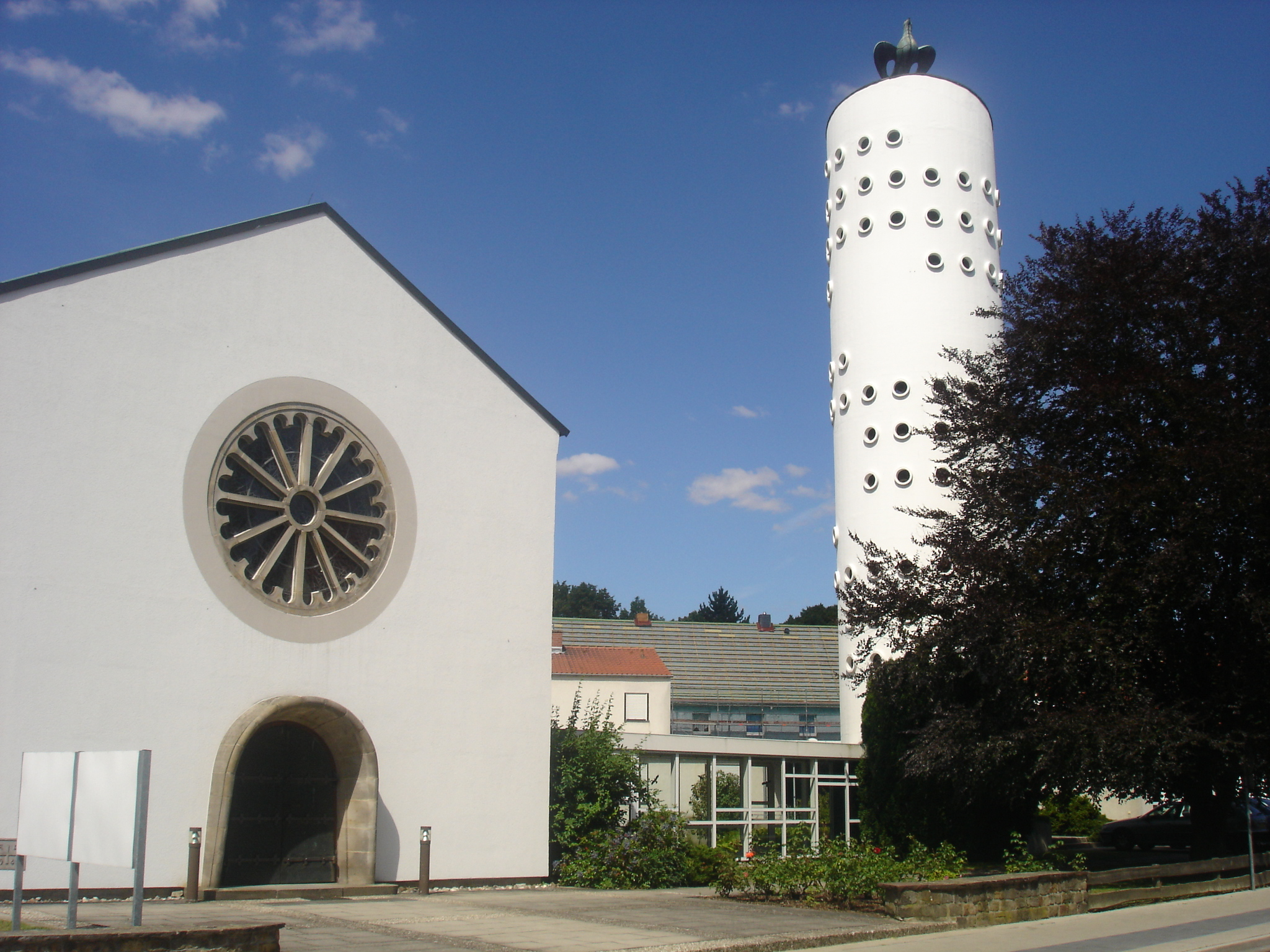
Heilig-Geist-Kirche in Braunschweig-Lehndorf

1952 wurde die Heilig-Geist-Kirche auf dem Grundstück St.-Ingbert-Str. 90 erbaut, nachdem durch den Verlust der deutschen Ostgebiete und dem dadurch erfolgten Zuzug die Anzahl der Katholiken auch in Braunschweig-Lehndorf sprunghaft angestiegen war. Die Bauausführung erfolgte nach Plänen des Braunschweiger Architekten Fritz Hauk. Dominikus Böhm (Köln) entwarf die sehenswerte Buntverglasung; die Ausstattung erfolgte durch Bildhauerarbeiten und Bronzeplastiken des Kölner Künstlers Toni Zenz, der stilistisch in der Tradition Ernst Barlachs und Käthe Kollwitz’ steht. Später wurde die Kirche um einen Turm ergänzt und eine holzgeschnitzte schwäbische Madonnenfigur aus dem 15. Jahrhundert erworben.

### Kreuzkirche

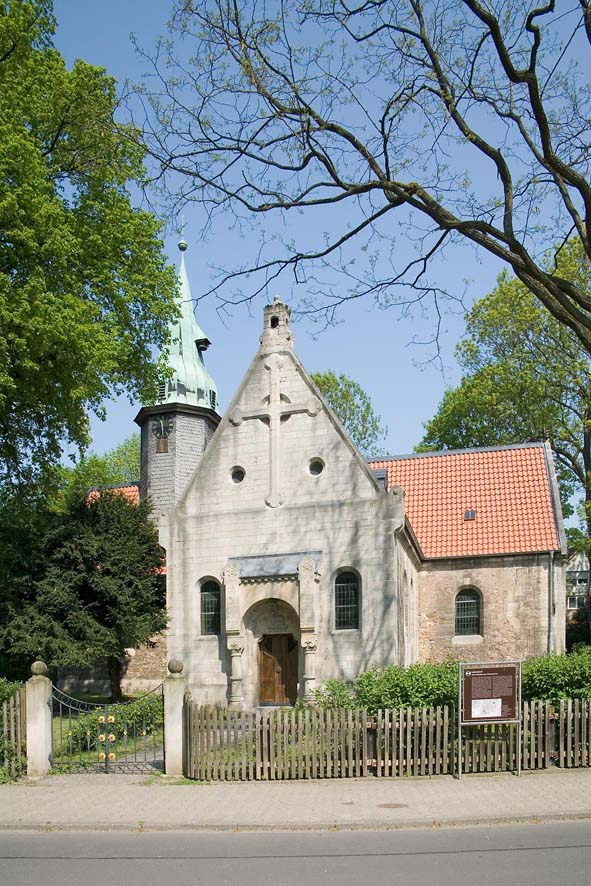
Kreuzkirche in Lehndorf

Die Kreuzkirche des Ortsteils Alt-Lehndorf (Große Straße 27) stammt in Teilen aus dem 12. Jahrhundert. Sie wurde im 19. Jahrhundert um einen sehenswerten Bau erweitert, der historisierende Elemente und Jugendstilelemente aufweist.

## Persönlichkeiten
- In Lehndorf-Siedlung lebte der deutsche Maler Walther Hoeck (1885–1956).
- Die Architektin und Heimatforscherin Gunnhild Ruben (1926–2012) war 24 Jahre Ortsheimatpflegerin von Lehndorf.

## Wappen
Das Wappen zeigt ein mittig angeordnetes, unten spitz zulaufendes, silbernes Kreuz, das von vier Buchenblättern umgeben ist auf einem grünen Schild.
Die grüne Hintergrundfarbe symbolisiert die in diesem Stadtteil zahlreich vertretenen Grünflächen. Die Buchenblätter stehen für das Pawelsche Holz und das Kreuz weist auf die Jahrhunderte andauernde Verbindung mit der Kreuzkirche in Alt-Lehndorf und dem Kreuzkloster hin. Die Zuspitzung des Kreuzes ist an die Saarländischen Wappenkreuze angelehnt und stellt eine ideelle Beziehung zu diesem Bundesland her, was hier auch durch zahlreiche Straßen- oder Platznamen Ausdruck findet.
Das Wappen wurde von Arnold Rabbow entworfen und am 6. Juni 1980 von den Lehndorfer Vereinen als Wappen angenommen.